# Llista de topònims de l'Esquirol
Llista de topònims (noms propis de lloc) del municipi de l'Esquirol, a Osona
Informació actualitzada per un bot. Els canvis manuals es perdran quan s'actualitzi!

## cabana
| imatge | Nom                                 | Ubicat a   | instància de   | Detalls                                  | coordenades                                                                             | Protecció                                  | Commons (més fotos) | Dades a WD                    |
| ------ | ----------------------------------- | ---------- | -------------- | ---------------------------------------- | --------------------------------------------------------------------------------------- | ------------------------------------------ | ------------------- | ----------------------------- |
|        | Herbera de la Creu                  | l'Esquirol | cabana         | Estil: arquitectura popular 18th century | 42° 03′ 01″ N, 2° 24′ 58″ E / 42.050416°N,2.416007°E ca:La Creu (Sant Julià de Cabrera) | bé integrant del patrimoni cultural català |                     | Modifica les dades a Wikidata |
|        | Sant Sebastià de la Parra           | l'Esquirol | cabana capella |                                          | 42° 02′ 55″ N, 2° 22′ 14″ E / 42.0487186415389°N,2.37065729909685°E                     |                                            |                     | Modifica les dades a Wikidata |
|        | cabana d'era de Can Codina          | l'Esquirol | cabana         | Estil: arquitectura popular              | 42° 01′ 18″ N, 2° 23′ 13″ E / 42.021668°N,2.387018°E                                    | bé integrant del patrimoni cultural català |                     | Modifica les dades a Wikidata |
|        | cabana d'era de Carboneres          | l'Esquirol | cabana         | Estil: arquitectura popular              | 42° 01′ 58″ N, 2° 21′ 29″ E / 42.032834°N,2.357978°E                                    | bé integrant del patrimoni cultural català |                     | Modifica les dades a Wikidata |
|        | cabana d'era de l'Arimany           | l'Esquirol | cabana         | Estil: arquitectura popular              | 42° 02′ 59″ N, 2° 23′ 11″ E / 42.049795°N,2.386267°E ca:C-153 Km 20 esquerra            | bé integrant del patrimoni cultural català |                     | Modifica les dades a Wikidata |
|        | cabana d'era de la Guàrdia          | l'Esquirol | cabana         | Estil: arquitectura popular              | 42° 02′ 24″ N, 2° 21′ 54″ E / 42.040057°N,2.365003°E                                    | bé integrant del patrimoni cultural català |                     | Modifica les dades a Wikidata |
|        | cabana d'era del Prat de Sant Julià | l'Esquirol | cabana         | Estil: arquitectura popular              | 42° 04′ 19″ N, 2° 23′ 49″ E / 42.071897°N,2.396937°E                                    | bé integrant del patrimoni cultural català |                     | Modifica les dades a Wikidata |
|        | cabana del Dot                      | l'Esquirol | cabana         | 18th century                             | 42° 01′ 39″ N, 2° 20′ 29″ E / 42.027374°N,2.341491°E ca:El Dot (Sant Martí Sescorts)    | bé cultural d'interès local                |                     | Modifica les dades a Wikidata |
|        | les Cabanyes del Pla d'Aiats        | l'Esquirol | cabana         |                                          | 42° 03′ 46″ N, 2° 25′ 25″ E / 42.0627499095999°N,2.42363908013339°E                     |                                            |                     | Modifica les dades a Wikidata |

## casa
| imatge | Nom                           | Ubicat a   | instància de | Detalls | coordenades                                                        | Protecció                   | Commons (més fotos) | Dades a WD                    |
| ------ | ----------------------------- | ---------- | ------------ | ------- | ------------------------------------------------------------------ | --------------------------- | ------------------- | ----------------------------- |
|        | els Roures                    | l'Esquirol | casa         |         | 42° 03′ 27″ N, 2° 23′ 22″ E / 42.0575566668374°N,2.3894839240777°E |                             |                     | Modifica les dades a Wikidata |
|        | xalets suïssos de Cantonigròs | l'Esquirol | casa         |         | 42° 02′ 28″ N, 2° 24′ 41″ E / 42.041033°N,2.411527°E               | bé cultural d'interès local |                     | Modifica les dades a Wikidata |

## castell
| imatge | Nom                | Ubicat a   | instància de | Detalls                     | coordenades                                                      | Protecció                                            | Commons (més fotos)                       | Dades a WD                    |
| ------ | ------------------ | ---------- | ------------ | --------------------------- | ---------------------------------------------------------------- | ---------------------------------------------------- | ----------------------------------------- | ----------------------------- |
|        | Castell de Barrès  | l'Esquirol | castell      | Estil: arquitectura popular | 42° 02′ 00″ N, 2° 21′ 37″ E / 42.033198°N,2.360389°E             | bé d'interès cultural bé cultural d'interès nacional |                                           | Modifica les dades a Wikidata |
|        | castell de Cabrera | l'Esquirol | castell      | Estil: arquitectura popular | 42° 04′ 34″ N, 2° 24′ 26″ E / 42.076042°N,2.407206°E 1307.9 msnm | bé d'interès cultural bé cultural d'interès nacional | Castell de Cabrera (Santa Maria de Corcó) | Modifica les dades a Wikidata |

## curs d'aigua
| imatge | Nom                  | Ubicat a                                  | instància de               | Detalls                                                 | coordenades                                                                                             | Protecció | Commons (més fotos) | Dades a WD                    |
| ------ | -------------------- | ----------------------------------------- | -------------------------- | ------------------------------------------------------- | --- | --------- | ------------------- | ----------------------------- |
|        | Ter                  | Ripollès Osona Selva Gironès Baix Empordà | curs d'aigua riu principal | Desemboca: mar Mediterrània Llarg: 208km Conca: 3010km² | 42° 25′ 40″ N, 2° 15′ 24″ E / 42.427778°N,2.256667°E 42° 01′ 24″ N, 3° 11′ 31″ E / 42.02347°N,3.19187°E |           | Ter River           | Modifica les dades a Wikidata |
|        | torrent de Sobrepuig | l'Esquirol                                | curs d'aigua               | Llarg: 2.7km                                            | 42° 02′ 51″ N, 2° 19′ 32″ E / 42.04758°N,2.325569°E                                                     |           |                     | Modifica les dades a Wikidata |

## entitat singular de població
| imatge | Nom                   | Ubicat a   | instància de                                                                   | Detalls  | coordenades | Protecció | Commons (més fotos) | Dades a WD                    |
| ------ | --------------------- | ---------- | ------------------------------------------------------------------------------ | -------- | --- | --------- | ------------------- | ----------------------------- |
|        | Cantonigròs           | l'Esquirol | entitat singular de població                                                   | 375 hab  | 42° 02′ 23″ N, 2° 24′ 12″ E / 42.0397°N,2.40346°E 933 msnm                                                                          |           | Cantonigròs         | Modifica les dades a Wikidata |
|        | Sant Julià de Cabrera | l'Esquirol | entitat singular de població ens local històric de Catalunya                   | 24 hab   | 42° 04′ 21″ N, 2° 23′ 49″ E / 42.072469073606°N,2.3968744951441°E 949 msnm                                                          |           |                     | Modifica les dades a Wikidata |
|        | Sant Martí Sescorts   | l'Esquirol | entitat singular de població ens local històric de Catalunya                   | 157 hab  | 42° 00′ 49″ N, 2° 19′ 31″ E / 42.01350278°N,2.32533889°E ca:C/ de l'Església s/n, 08569, Sant Martí Sescorts (l'Esquirol). 480 msnm |           |                     | Modifica les dades a Wikidata |
|        | l'Esquirol            | l'Esquirol | entitat singular de població capital municipal ens local històric de Catalunya | 1719 hab | 42° 01′ 43″ N, 2° 22′ 00″ E / 42.02871633°N,2.36680388°E 676 msnm                                                                   |           | L'Esquirol          | Modifica les dades a Wikidata |

## església
| imatge | Nom                                         | Ubicat a            | instància de     | Detalls                                                              | coordenades                                                                                          | Protecció                                  | Commons (més fotos)                | Dades a WD                    |
| ------ | ------------------------------------------- | ------------------- | ---------------- | -------------------------------------------------------------------- | --- | ------------------------------------------ | ---------------------------------- | ----------------------------- |
|        | Sant Ferriol de l'Esquirol                  | l'Esquirol          | església         | Estil: arquitectura popular arquitectura del Renaixement             | 42° 02′ 40″ N, 2° 17′ 58″ E / 42.04432°N,2.299512°E                                                  | bé integrant del patrimoni cultural català |                                    | Modifica les dades a Wikidata |
|        | Sant Roc de Cantonigròs                     | Cantonigròs         | església         | Estil: arquitectura popular 19th century                             | 42° 02′ 25″ N, 2° 24′ 18″ E / 42.040318°N,2.405138°E ca:Pl. Dr. Torras i Bages, Cantonigròs 933 msnm | bé cultural d'interès local                | Sant Roc de Cantonigrós            | Modifica les dades a Wikidata |
|        | Santa Margarida de Vila-seca                | l'Esquirol          | església         |                                                                      | 42° 03′ 23″ N, 2° 20′ 01″ E / 42.056465°N,2.333616°E ca:Masia Santa Margarida 737 msnm               | bé cultural d'interès local                | Santa Margarida de Vila-seca       | Modifica les dades a Wikidata |
|        | Santa Maria de Cabrera                      | l'Esquirol          | església         | Estil: arquitectura popular                                          | 42° 04′ 24″ N, 2° 24′ 28″ E / 42.073319°N,2.407793°E                                                 | bé integrant del patrimoni cultural català | Santuari de Santa Maria de Cabrera | Modifica les dades a Wikidata |
|        | Santa Maria de l'Esquirol                   | l'Esquirol          | església         | Arquitecte: Josep Maria Pericas i Morros Estil: arquitectura barroca | 42° 02′ 06″ N, 2° 22′ 10″ E / 42.035074°N,2.369339°E ca:Pl. Església s/n, 08511, l'Esquirol.         | bé integrant del patrimoni cultural català | Santa Maria de l'Esquirol          | Modifica les dades a Wikidata |
|        | Verge de les Escales                        | Sant Martí Sescorts | església         | Estil: arquitectura gòtica arquitectura del Renaixement 16th century | 42° 01′ 17″ N, 2° 19′ 03″ E / 42.021469°N,2.317483°E ca:Prop del Mas Coromines 518 msnm              | bé integrant del patrimoni cultural català | Mare de Déu d'Escales              | Modifica les dades a Wikidata |
|        | capella de Sant Francesc al Mas la Bertrana | l'Esquirol          | església capella | Estil: arquitectura popular                                          | 42° 01′ 35″ N, 2° 21′ 30″ E / 42.026462°N,2.358202°E                                                 | bé cultural d'interès local                |                                    | Modifica les dades a Wikidata |
|        | capella de Santa Maria                      | l'Esquirol          | església         | Estil: arquitectura popular                                          | 42° 02′ 37″ N, 2° 24′ 40″ E / 42.043696°N,2.411066°E                                                 | bé integrant del patrimoni cultural català |                                    | Modifica les dades a Wikidata |
|        | capella de Vilaporta                        | l'Esquirol          | església capella | Estil: arquitectura popular 19th century                             | 42° 02′ 56″ N, 2° 20′ 42″ E / 42.048829°N,2.345095°E ca:Vilaporta (l'Esquirol)                       | bé cultural d'interès local                |                                    | Modifica les dades a Wikidata |
|        | capella del Cuní                            | l'Esquirol          | església capella | 19th century                                                         | 42° 00′ 04″ N, 2° 19′ 08″ E / 42.001145°N,2.31895°E ca:El Cuní (Sant Martí Sescorts)                 | bé cultural d'interès local                |                                    | Modifica les dades a Wikidata |
|        | capella del Mas Comerma                     | l'Esquirol          | església capella | Estil: arquitectura popular                                          | 42° 02′ 14″ N, 2° 18′ 22″ E / 42.037131°N,2.30624°E                                                  | bé integrant del patrimoni cultural català |                                    | Modifica les dades a Wikidata |
|        | església de Sant Julià de Cabrera           | l'Esquirol          | església         |                                                                      | 42° 04′ 19″ N, 2° 23′ 49″ E / 42.072052°N,2.396991°E                                                 | bé integrant del patrimoni cultural català | Sant Julià de Cabrera              | Modifica les dades a Wikidata |
|        | església de Sant Martí Sescorts             | l'Esquirol          | església         | Estil: arquitectura romànica arquitectura barroca                    | 42° 00′ 46″ N, 2° 19′ 32″ E / 42.01276389°N,2.32558056°E                                             | bé cultural d'interès local                | Església de Sant Martí Sescorts    | Modifica les dades a Wikidata |

## font
| imatge | Nom                                                       | Ubicat a   | instància de | Detalls      | coordenades | Protecció | Commons (més fotos) | Dades a WD                    |
| ------ | --------------------------------------------------------- | ---------- | ------------ | ------------ | --- | --------- | ------------------- | ----------------------------- |
|        | Font Nova del Padró                                       | l'Esquirol | font         | 20th century | 42° 01′ 16″ N, 2° 21′ 49″ E / 42.02116°N,2.36354°E ca:Parc de la capella del Pedró. Passeig del Pedró s/n, 08569, l'Esquirol. |           |                     | Modifica les dades a Wikidata |
|        | font Negra                                                | l'Esquirol | font         |              | 42° 03′ 29″ N, 2° 24′ 41″ E / 42.058134785306°N,2.4115128160068°E                                                             |           |                     | Modifica les dades a Wikidata |
|        | font de Cabrera                                           | l'Esquirol | font         | 20th century | 42° 03′ 52″ N, 2° 23′ 53″ E / 42.064370041425°N,2.3981598311421°E ca:Sant Julià de Canbrera                                   |           |                     | Modifica les dades a Wikidata |
|        | font de Comermena                                         | l'Esquirol | font         | 20th century | 42° 02′ 08″ N, 2° 18′ 49″ E / 42.0354575962313°N,2.31349838815683°E ca:Comermena (Sant Martí Sescorts)                        |           |                     | Modifica les dades a Wikidata |
|        | font de l'Arç                                             | l'Esquirol | font         | 20th century | 42° 01′ 32″ N, 2° 22′ 10″ E / 42.02549°N,2.36956°E ca:Riera de les Gorgues                                                    |           |                     | Modifica les dades a Wikidata |
|        | font de l'Escudella                                       | l'Esquirol | font         | 20th century | 42° 01′ 34″ N, 2° 22′ 18″ E / 42.02619°N,2.37158°E ca:Riera de les Gorgues                                                    |           |                     | Modifica les dades a Wikidata |
|        | font de l'Illa o de les Albes o falsa font de l'Escudella | l'Esquirol | font         |              | 42° 01′ 41″ N, 2° 22′ 12″ E / 42.02807°N,2.37°E ca:L'Esquirol                                                                 |           |                     | Modifica les dades a Wikidata |
|        | font de les Senallades                                    | l'Esquirol | font         | 20th century | 42° 01′ 35″ N, 2° 22′ 01″ E / 42.02629°N,2.36682°E ca:L'Esquirol                                                              |           |                     | Modifica les dades a Wikidata |
|        | font del Gorg de l'Illa                                   | l'Esquirol | font         | 20th century | 42° 01′ 37″ N, 2° 22′ 18″ E / 42.02703°N,2.37169°E ca:Riera de les Gorgues                                                    |           |                     | Modifica les dades a Wikidata |
|        | font del Molí de la Bertrana                              | l'Esquirol | font         | 18th century | 42° 01′ 13″ N, 2° 22′ 06″ E / 42.02033°N,2.3682°E ca:Molí de la Bertrana (l'Esquirol)                                         |           |                     | Modifica les dades a Wikidata |

## granja
| imatge | Nom                           | Ubicat a   | instància de | Detalls | coordenades                                                         | Protecció | Commons (més fotos) | Dades a WD                    |
| ------ | ----------------------------- | ---------- | ------------ | ------- | ------------------------------------------------------------------- | --------- | ------------------- | ----------------------------- |
|        | Granges Molist                | l'Esquirol | granja       |         | 42° 00′ 53″ N, 2° 19′ 05″ E / 42.0147335129502°N,2.31803294888469°E |           |                     | Modifica les dades a Wikidata |
|        | Granges de Masnou             | l'Esquirol | granja       |         | 42° 02′ 04″ N, 2° 21′ 11″ E / 42.0344896164273°N,2.35307462032238°E |           |                     | Modifica les dades a Wikidata |
|        | Granges del López             | l'Esquirol | granja       |         | 42° 02′ 49″ N, 2° 20′ 22″ E / 42.0470304562009°N,2.33949841225174°E |           |                     | Modifica les dades a Wikidata |
|        | Granges del Vilar             | l'Esquirol | granja       |         | 42° 00′ 56″ N, 2° 22′ 13″ E / 42.0154909336754°N,2.37019996258398°E |           |                     | Modifica les dades a Wikidata |
|        | Granja de Caselles            | l'Esquirol | granja       |         | 42° 03′ 08″ N, 2° 25′ 03″ E / 42.0521454920689°N,2.41754768261118°E |           |                     | Modifica les dades a Wikidata |
|        | Granja de Vilaporta           | l'Esquirol | granja       |         | 42° 02′ 59″ N, 2° 20′ 49″ E / 42.0498198117882°N,2.34690121991983°E |           |                     | Modifica les dades a Wikidata |
|        | Granja de la Bertrana         | l'Esquirol | granja       |         | 42° 01′ 22″ N, 2° 21′ 30″ E / 42.0226480521486°N,2.3582557461603°E  |           |                     | Modifica les dades a Wikidata |
|        | Granja de la Casa Nova        | l'Esquirol | granja       |         | 42° 03′ 13″ N, 2° 19′ 05″ E / 42.0536598474183°N,2.3180396377287°E  |           |                     | Modifica les dades a Wikidata |
|        | Granja de les Palanques       | l'Esquirol | granja       |         | 42° 01′ 38″ N, 2° 20′ 52″ E / 42.0271101976331°N,2.34776186634676°E |           |                     | Modifica les dades a Wikidata |
|        | Granja del Casot de Joventeny | l'Esquirol | granja       |         | 42° 02′ 34″ N, 2° 18′ 44″ E / 42.0427363273966°N,2.31223593084156°E |           |                     | Modifica les dades a Wikidata |
|        | Granja del Collell            | l'Esquirol | granja       |         | 42° 03′ 27″ N, 2° 23′ 34″ E / 42.0576011878968°N,2.39278285528395°E |           |                     | Modifica les dades a Wikidata |
|        | Granja del Pla de Sant Miquel | l'Esquirol | granja       |         | 42° 01′ 43″ N, 2° 22′ 39″ E / 42.0285991662831°N,2.37747566486167°E |           |                     | Modifica les dades a Wikidata |
|        | Granja del Sindicat           | l'Esquirol | granja       |         | 42° 01′ 38″ N, 2° 21′ 18″ E / 42.0271873805019°N,2.35504518868544°E |           |                     | Modifica les dades a Wikidata |
|        | Granja del Sitjar             | l'Esquirol | granja       |         | 42° 01′ 57″ N, 2° 21′ 01″ E / 42.0325283450081°N,2.35026760279291°E |           |                     | Modifica les dades a Wikidata |
|        | l'Engreix de Carerac          | l'Esquirol | granja       |         | 42° 02′ 59″ N, 2° 18′ 57″ E / 42.0497198067351°N,2.31582206728965°E |           |                     | Modifica les dades a Wikidata |

## indret
| imatge | Nom                                | Ubicat a                    | instància de   | Detalls | coordenades                                                                   | Protecció | Commons (més fotos) | Dades a WD                    |
| ------ | ---------------------------------- | --------------------------- | -------------- | ------- | ----------------------------------------------------------------------------- | --------- | ------------------- | ----------------------------- |
|        | Afrau, cascada i gorg de Teixidors | l'Esquirol                  | indret         |         | 42° 01′ 23″ N, 2° 22′ 01″ E / 42.02304°N,2.36695°E ca:Les Gorgues, l'Esquirol |           |                     | Modifica les dades a Wikidata |
|        | pla d'Aiats                        | l'Esquirol la Vall d'en Bas | indret altiplà |         | 42° 03′ 50″ N, 2° 25′ 20″ E / 42.06383°N,2.42223°E 1280 msnm                  |           |                     | Modifica les dades a Wikidata |

## masia
| imatge | Nom                          | Ubicat a            | instància de | Detalls                                  | coordenades | Protecció                                  | Commons (més fotos)                 | Dades a WD                    |
| ------ | ---------------------------- | ------------------- | ------------ | ---------------------------------------- | --- | ------------------------------------------ | ----------------------------------- | ----------------------------- |
|        | Aiats                        | l'Esquirol          | masia        | Estil: arquitectura popular              | 42° 03′ 32″ N, 2° 25′ 05″ E / 42.058847°N,2.417991°E ca:Sant Julià de Cabrera                                           | bé integrant del patrimoni cultural català |                                     | Modifica les dades a Wikidata |
|        | Arquerons                    | l'Esquirol          | masia        | Estil: arquitectura popular 18th century | 42° 01′ 58″ N, 2° 22′ 27″ E / 42.032657°N,2.374074°E ca:L'Esquirol                                                      | bé integrant del patrimoni cultural català |                                     | Modifica les dades a Wikidata |
|        | Biquideres                   | l'Esquirol          | masia        |                                          | 42° 03′ 30″ N, 2° 20′ 15″ E / 42.0584025956419°N,2.33739852074147°E                                                     |                                            |                                     | Modifica les dades a Wikidata |
|        | Bons Aires                   | l'Esquirol          | masia        |                                          | 42° 02′ 49″ N, 2° 20′ 55″ E / 42.0470108194631°N,2.34867002250642°E                                                     |                                            |                                     | Modifica les dades a Wikidata |
|        | Bornaqueres                  | l'Esquirol          | masia        | 18th century                             | 42° 02′ 28″ N, 2° 17′ 48″ E / 42.0411011944558°N,2.29655851459977°E ca:Sant Martí Sescorts                              |                                            |                                     | Modifica les dades a Wikidata |
|        | Cal Vidrier                  | l'Esquirol          | masia        | Estil: arquitectura popular 19th century | 42° 04′ 26″ N, 2° 23′ 40″ E / 42.074007°N,2.3944°E ca:Sant Julià de Cabrera                                             | bé integrant del patrimoni cultural català |                                     | Modifica les dades a Wikidata |
|        | Campamar                     | l'Esquirol          | masia        | Estil: arquitectura popular 19th century | 42° 04′ 35″ N, 2° 23′ 06″ E / 42.076465°N,2.384914°E ca:Sant Julià de Cabrera                                           | bé integrant del patrimoni cultural català |                                     | Modifica les dades a Wikidata |
|        | Camprodon                    | l'Esquirol          | masia        | Estil: arquitectura popular 18th century | 42° 02′ 02″ N, 2° 18′ 02″ E / 42.033958°N,2.300611°E ca:Sant Martí Sescorts                                             | bé integrant del patrimoni cultural català |                                     | Modifica les dades a Wikidata |
|        | Can Clavell                  | l'Esquirol          | masia        | 19th century                             | 42° 02′ 09″ N, 2° 22′ 32″ E / 42.035795°N,2.375593°E ca:L'Esquirol                                                      | bé cultural d'interès local                |                                     | Modifica les dades a Wikidata |
|        | Can Codina                   | l'Esquirol          | masia        | Estil: arquitectura popular 18th century | 42° 01′ 19″ N, 2° 23′ 14″ E / 42.021885°N,2.38733°E ca:L'Esquirol                                                       | bé integrant del patrimoni cultural català |                                     | Modifica les dades a Wikidata |
|        | Can Fanal                    | l'Esquirol          | masia        |                                          | 42° 03′ 04″ N, 2° 19′ 58″ E / 42.051198232563°N,2.33288135764094°E                                                      |                                            |                                     | Modifica les dades a Wikidata |
|        | Can Foradada                 | Sant Martí Sescorts | masia        | Estil: arquitectura popular 18th century | 42° 01′ 20″ N, 2° 19′ 06″ E / 42.02216°N,2.318204°E ca:Sant Martí Sescorts 512 msnm                                     | bé integrant del patrimoni cultural català | Can Foradada                        | Modifica les dades a Wikidata |
|        | Can Gavatx                   | l'Esquirol          | masia        | Estil: arquitectura popular              | 42° 01′ 25″ N, 2° 23′ 35″ E / 42.023611111111°N,2.3930555555556°E ca:Ctra. l'Esquirol-Tavertet, km 5 i 6                | bé integrant del patrimoni cultural català |                                     | Modifica les dades a Wikidata |
|        | Can Martí                    | l'Esquirol          | masia        |                                          | 42° 01′ 26″ N, 2° 21′ 02″ E / 42.0240003741756°N,2.35048731055401°E                                                     |                                            |                                     | Modifica les dades a Wikidata |
|        | Can Mont                     | l'Esquirol          | masia        | Estil: arquitectura popular              | 42° 03′ 22″ N, 2° 23′ 55″ E / 42.0562°N,2.398599°E ca:Sant Julià de Cabrera                                             | bé integrant del patrimoni cultural català |                                     | Modifica les dades a Wikidata |
|        | Can Moretó                   | l'Esquirol          | masia        |                                          | 42° 00′ 13″ N, 2° 19′ 02″ E / 42.0036774635876°N,2.31719708120078°E                                                     |                                            |                                     | Modifica les dades a Wikidata |
|        | Can Muntanyà                 | l'Esquirol          | masia        |                                          | 42° 01′ 55″ N, 2° 21′ 45″ E / 42.031875809168°N,2.36239116627713°E                                                      |                                            |                                     | Modifica les dades a Wikidata |
|        | Can Pelat                    | l'Esquirol          | masia        | Estil: arquitectura popular 18th century | 42° 01′ 46″ N, 2° 22′ 14″ E / 42.029444444444°N,2.3705555555556°E ca:Passeig de les Gorgues, nº 59 , 08511, l'Esquirol. | bé integrant del patrimoni cultural català |                                     | Modifica les dades a Wikidata |
|        | Can Rispet                   | l'Esquirol          | masia        | Estil: arquitectura popular              | 42° 01′ 30″ N, 2° 23′ 34″ E / 42.025016°N,2.392912°E                                                                    | bé integrant del patrimoni cultural català |                                     | Modifica les dades a Wikidata |
|        | Can Solà                     | l'Esquirol          | masia        |                                          | 42° 01′ 03″ N, 2° 19′ 10″ E / 42.0175782179847°N,2.31931905302637°E                                                     |                                            |                                     | Modifica les dades a Wikidata |
|        | Can Toll                     | l'Esquirol          | masia        |                                          | 42° 00′ 56″ N, 2° 19′ 12″ E / 42.0155640942859°N,2.31988402226617°E                                                     |                                            |                                     | Modifica les dades a Wikidata |
|        | Can Xaró                     | l'Esquirol          | masia        |                                          | 42° 02′ 21″ N, 2° 18′ 19″ E / 42.0390746111919°N,2.30541282703547°E                                                     |                                            |                                     | Modifica les dades a Wikidata |
|        | Can d'Arbre                  | l'Esquirol          | masia        |                                          | 42° 02′ 36″ N, 2° 21′ 11″ E / 42.0432257391182°N,2.3530343346631°E                                                      |                                            |                                     | Modifica les dades a Wikidata |
|        | Capdevila                    | l'Esquirol          | masia        |                                          | 42° 02′ 17″ N, 2° 19′ 44″ E / 42.0381879400845°N,2.32895794865726°E                                                     |                                            |                                     | Modifica les dades a Wikidata |
|        | Cararach                     | l'Esquirol          | masia        | Estil: arquitectura popular              | 42° 02′ 44″ N, 2° 18′ 45″ E / 42.045585°N,2.312416°E                                                                    | bé integrant del patrimoni cultural català |                                     | Modifica les dades a Wikidata |
|        | Carboneres                   | l'Esquirol          | masia        | Estil: arquitectura popular 19th century | 42° 01′ 56″ N, 2° 21′ 27″ E / 42.0323°N,2.357427°E ca:L'Esquirol                                                        | bé integrant del patrimoni cultural català |                                     | Modifica les dades a Wikidata |
|        | Casa Nova del Feu            | l'Esquirol          | masia        | Estil: arquitectura popular              | 42° 03′ 28″ N, 2° 21′ 51″ E / 42.057796°N,2.364147°E                                                                    | bé integrant del patrimoni cultural català |                                     | Modifica les dades a Wikidata |
|        | Casa Vella del Cuní          | l'Esquirol          | masia        | Estil: arquitectura popular 17th century | 42° 00′ 06″ N, 2° 19′ 12″ E / 42.001538°N,2.3199°E ca:El Cuní (Sant Martí Sescorts)                                     | bé integrant del patrimoni cultural català |                                     | Modifica les dades a Wikidata |
|        | Casa de l'Hora               | l'Esquirol          | masia        | Estil: arquitectura popular              | 42° 02′ 11″ N, 2° 17′ 44″ E / 42.036436°N,2.295655°E                                                                    | bé integrant del patrimoni cultural català |                                     | Modifica les dades a Wikidata |
|        | Casa del Pont                | l'Esquirol          | masia        |                                          | 42° 00′ 46″ N, 2° 20′ 09″ E / 42.0128478386389°N,2.33590299730982°E                                                     |                                            |                                     | Modifica les dades a Wikidata |
|        | Casacoberta                  | l'Esquirol          | masia        |                                          | 42° 00′ 39″ N, 2° 23′ 29″ E / 42.0107421474155°N,2.39147761634777°E                                                     |                                            |                                     | Modifica les dades a Wikidata |
|        | Casamitjana                  | l'Esquirol          | masia        | Estil: arquitectura popular              | 42° 00′ 11″ N, 2° 18′ 47″ E / 42.002983°N,2.312977°E ca:Sant Martí Sescorts                                             | bé integrant del patrimoni cultural català |                                     | Modifica les dades a Wikidata |
|        | Caseta de Llafrenca          | l'Esquirol          | masia        |                                          | 42° 00′ 18″ N, 2° 19′ 05″ E / 42.0048715699482°N,2.31807790406205°E                                                     |                                            |                                     | Modifica les dades a Wikidata |
|        | Casot de Carerac             | l'Esquirol          | masia        |                                          | 42° 03′ 18″ N, 2° 18′ 58″ E / 42.0548999520291°N,2.31605651104713°E                                                     |                                            |                                     | Modifica les dades a Wikidata |
|        | Codinac                      | l'Esquirol          | masia        | Estil: arquitectura popular              | 42° 02′ 39″ N, 2° 17′ 59″ E / 42.044154°N,2.299845°E                                                                    | bé integrant del patrimoni cultural català |                                     | Modifica les dades a Wikidata |
|        | Comermena                    | l'Esquirol          | masia        | Estil: arquitectura popular 18th century | 42° 02′ 13″ N, 2° 18′ 23″ E / 42.036826°N,2.306418°E ca:Sant Martí Sescorts                                             | bé integrant del patrimoni cultural català |                                     | Modifica les dades a Wikidata |
|        | Coromines                    | l'Esquirol          | masia        | Estil: arquitectura popular 17th century | 42° 00′ 58″ N, 2° 18′ 47″ E / 42.016201°N,2.313131°E ca:Ctra. B-5222 Manlleu a Sant Martí 526 msnm                      | bé integrant del patrimoni cultural català | Coromines (l'Esquirol)              | Modifica les dades a Wikidata |
|        | Ferigle                      | l'Esquirol          | masia        |                                          | 42° 03′ 02″ N, 2° 18′ 10″ E / 42.0505325628219°N,2.30271407405854°E                                                     |                                            |                                     | Modifica les dades a Wikidata |
|        | Ferrerons                    | l'Esquirol          | masia        | Estil: arquitectura popular 18th century | 42° 02′ 31″ N, 2° 19′ 44″ E / 42.041959°N,2.32896°E ca:Sant Martí Sescorts                                              | bé integrant del patrimoni cultural català |                                     | Modifica les dades a Wikidata |
|        | Grieres                      | l'Esquirol          | masia        | 18th century                             | 42° 01′ 41″ N, 2° 19′ 09″ E / 42.0281877812557°N,2.31929043816833°E ca:Sant Martí Sescorts                              |                                            |                                     | Modifica les dades a Wikidata |
|        | Jovateny                     | l'Esquirol          | masia        | Estil: arquitectura popular              | 42° 02′ 20″ N, 2° 19′ 01″ E / 42.038909°N,2.316808°E                                                                    | bé integrant del patrimoni cultural català |                                     | Modifica les dades a Wikidata |
|        | Llafrenca                    | l'Esquirol          | masia        | Estil: arquitectura popular 18th century | 42° 00′ 31″ N, 2° 18′ 44″ E / 42.008545°N,2.31229°E ca:Sant Martí Sescorts                                              | bé integrant del patrimoni cultural català |                                     | Modifica les dades a Wikidata |
|        | Lloriana                     | l'Esquirol          | masia        |                                          | 42° 00′ 01″ N, 2° 18′ 36″ E / 42.0004102068577°N,2.31002341098861°E                                                     |                                            |                                     | Modifica les dades a Wikidata |
|        | Mas Campas                   | l'Esquirol          | masia        | Estil: arquitectura popular 16th century | 42° 02′ 08″ N, 2° 22′ 44″ E / 42.035555555556°N,2.3788888888889°E ca:Carretera de Tavertet                              | bé integrant del patrimoni cultural català |                                     | Modifica les dades a Wikidata |
|        | Mascaró                      | l'Esquirol          | masia        |                                          | 42° 02′ 01″ N, 2° 24′ 19″ E / 42.0336371934301°N,2.4052853298278°E                                                      |                                            |                                     | Modifica les dades a Wikidata |
|        | Masoveria Vella de l'Arimany | l'Esquirol          | masia        | Estil: arquitectura popular 17th century | 42° 03′ 00″ N, 2° 23′ 11″ E / 42.049916°N,2.386506°E ca:L'Arimany (l'Esquirol)                                          | bé integrant del patrimoni cultural català |                                     | Modifica les dades a Wikidata |
|        | Masoveria de Coromines       | l'Esquirol          | masia        | Estil: arquitectura popular 18th century | 42° 01′ 01″ N, 2° 18′ 49″ E / 42.016875°N,2.313691°E ca:Sant Martí Sescorts 534 msnm                                    | bé integrant del patrimoni cultural català | Masoveria de Coromines (l'Esquirol) | Modifica les dades a Wikidata |
|        | Masrubí                      | l'Esquirol          | masia        |                                          | 42° 02′ 13″ N, 2° 20′ 31″ E / 42.0368859089191°N,2.34208020375783°E                                                     |                                            |                                     | Modifica les dades a Wikidata |
|        | Palou                        | l'Esquirol          | masia        | Estil: arquitectura popular 20th century | 42° 02′ 05″ N, 2° 21′ 00″ E / 42.034769°N,2.350105°E ca:L'Esquirol                                                      | bé integrant del patrimoni cultural català |                                     | Modifica les dades a Wikidata |
|        | Puigbarranc                  | l'Esquirol          | masia        |                                          | 42° 02′ 52″ N, 2° 20′ 14″ E / 42.0477025138783°N,2.33734055715718°E                                                     |                                            |                                     | Modifica les dades a Wikidata |
|        | Puigdauret                   | l'Esquirol          | masia        | Estil: arquitectura popular 18th century | 42° 03′ 00″ N, 2° 21′ 40″ E / 42.050056°N,2.361097°E ca:L'Esquirol                                                      | bé integrant del patrimoni cultural català |                                     | Modifica les dades a Wikidata |
|        | Puigdocells                  | l'Esquirol          | masia        |                                          | 42° 03′ 14″ N, 2° 18′ 25″ E / 42.0538904448187°N,2.30691912174428°E                                                     |                                            |                                     | Modifica les dades a Wikidata |
|        | Puigmartrès                  | l'Esquirol          | masia        |                                          | 42° 03′ 14″ N, 2° 18′ 43″ E / 42.0537579335574°N,2.31183908013124°E                                                     |                                            |                                     | Modifica les dades a Wikidata |
|        | Puigventós                   | l'Esquirol          | masia        | 18th century                             | 42° 01′ 45″ N, 2° 22′ 02″ E / 42.0291382859994°N,2.36735930972917°E ca:Passeig del Pedró, s/n, 08511, l'Esquirol.       |                                            |                                     | Modifica les dades a Wikidata |
|        | Pujols                       | l'Esquirol          | masia        |                                          | 42° 02′ 03″ N, 2° 19′ 22″ E / 42.0340625375532°N,2.32275542787285°E                                                     |                                            |                                     | Modifica les dades a Wikidata |
|        | Santa Margarida              | l'Esquirol          | masia        |                                          | 42° 03′ 26″ N, 2° 20′ 01″ E / 42.057319°N,2.333587°E 734 msnm                                                           |                                            |                                     | Modifica les dades a Wikidata |
|        | Serrabona                    | l'Esquirol          | masia        |                                          | 42° 01′ 57″ N, 2° 18′ 13″ E / 42.0325071555354°N,2.30364805901418°E                                                     |                                            |                                     | Modifica les dades a Wikidata |
|        | Sobrepuig                    | l'Esquirol          | masia        |                                          | 42° 02′ 44″ N, 2° 19′ 44″ E / 42.0456457414843°N,2.32902446991509°E                                                     |                                            |                                     | Modifica les dades a Wikidata |
|        | Sorribes                     | l'Esquirol          | masia        | Estil: arquitectura popular              | 42° 01′ 12″ N, 2° 20′ 09″ E / 42.020058°N,2.335706°E ca:Sant Martí Sescorts                                             | bé integrant del patrimoni cultural català |                                     | Modifica les dades a Wikidata |
|        | Terrers                      | l'Esquirol          | masia        |                                          | 42° 01′ 25″ N, 2° 20′ 30″ E / 42.0235454235267°N,2.34177083398432°E                                                     |                                            |                                     | Modifica les dades a Wikidata |
|        | Vallbona                     | l'Esquirol          | masia        |                                          | 42° 02′ 30″ N, 2° 20′ 21″ E / 42.04152944472°N,2.3391717071699°E                                                        |                                            |                                     | Modifica les dades a Wikidata |
|        | Verneres                     | l'Esquirol          | masia        |                                          | 42° 01′ 34″ N, 2° 18′ 09″ E / 42.0260868477582°N,2.30238937705725°E                                                     |                                            |                                     | Modifica les dades a Wikidata |
|        | Vilaporta                    | l'Esquirol          | masia        |                                          | 42° 02′ 52″ N, 2° 20′ 51″ E / 42.047881976145°N,2.3475643831375°E                                                       |                                            |                                     | Modifica les dades a Wikidata |
|        | el Bonifet                   | l'Esquirol          | masia        | Estil: arquitectura popular              | 42° 01′ 31″ N, 2° 21′ 17″ E / 42.025256°N,2.35475°E                                                                     | bé integrant del patrimoni cultural català |                                     | Modifica les dades a Wikidata |
|        | el Campgran                  | l'Esquirol          | masia        |                                          | 42° 00′ 59″ N, 2° 20′ 00″ E / 42.016277913344°N,2.3333944000427°E                                                       |                                            |                                     | Modifica les dades a Wikidata |
|        | el Casot de Joventeny        | l'Esquirol          | masia        |                                          | 42° 02′ 33″ N, 2° 18′ 08″ E / 42.0423966135998°N,2.30221099015608°E                                                     |                                            |                                     | Modifica les dades a Wikidata |
|        | el Collell                   | l'Esquirol          | masia        | Estil: arquitectura popular 17th century | 42° 03′ 33″ N, 2° 23′ 36″ E / 42.059176°N,2.3932°E ca:carretera C-153, km 21,4 871 msnm                                 | bé integrant del patrimoni cultural català | El Collell (l'Esquirol)             | Modifica les dades a Wikidata |
|        | el Colom Gros                | l'Esquirol          | masia        | 18th century                             | 41° 59′ 49″ N, 2° 19′ 49″ E / 41.9968636776189°N,2.33014085322162°E ca:Sant Martí Sescorts                              |                                            |                                     | Modifica les dades a Wikidata |
|        | el Colom Xic                 | l'Esquirol          | masia        |                                          | 42° 00′ 13″ N, 2° 19′ 34″ E / 42.0036226182927°N,2.32620585622615°E                                                     |                                            |                                     | Modifica les dades a Wikidata |
|        | el Cuní                      | l'Esquirol          | masia        | Estil: arquitectura popular              | 42° 00′ 04″ N, 2° 19′ 08″ E / 42.001145°N,2.31895°E ca:Sant Martí Sescorts                                              | bé integrant del patrimoni cultural català |                                     | Modifica les dades a Wikidata |
|        | el Cós                       | l'Esquirol          | masia        | Estil: arquitectura popular              | 42° 01′ 45″ N, 2° 24′ 31″ E / 42.029151°N,2.40848°E ca:Cantonigròs                                                      | bé cultural d'interès local                |                                     | Modifica les dades a Wikidata |
|        | el Dot                       | l'Esquirol          | masia        | Estil: arquitectura popular 18th century | 42° 01′ 39″ N, 2° 20′ 28″ E / 42.027528°N,2.34121°E ca:Sant Martí Sescorts                                              | bé integrant del patrimoni cultural català |                                     | Modifica les dades a Wikidata |
|        | el Farigoler                 | l'Esquirol          | masia        | Estil: arquitectura popular 18th century | 42° 03′ 07″ N, 2° 23′ 49″ E / 42.052054°N,2.397061°E ca:Cantonigròs                                                     | bé integrant del patrimoni cultural català |                                     | Modifica les dades a Wikidata |
|        | el Feu                       | l'Esquirol          | masia        | Estil: arquitectura popular              | 42° 03′ 17″ N, 2° 21′ 57″ E / 42.054853°N,2.36575°E ca:L'Esquirol                                                       | bé integrant del patrimoni cultural català |                                     | Modifica les dades a Wikidata |
|        | el Gosch                     | l'Esquirol          | masia        | Estil: arquitectura popular              | 42° 01′ 43″ N, 2° 20′ 09″ E / 42.028647°N,2.335913°E                                                                    | bé integrant del patrimoni cultural català |                                     | Modifica les dades a Wikidata |
|        | el Güell                     | l'Esquirol          | masia        | Estil: arquitectura popular 18th century | 42° 01′ 02″ N, 2° 19′ 37″ E / 42.017195°N,2.327064°E ca:Sant Martí Sescorts                                             | bé integrant del patrimoni cultural català |                                     | Modifica les dades a Wikidata |
|        | el Joiet                     | l'Esquirol          | masia        |                                          | 42° 00′ 50″ N, 2° 19′ 21″ E / 42.0139216304222°N,2.32237736147901°E                                                     |                                            |                                     | Modifica les dades a Wikidata |
|        | el Jonquer                   | l'Esquirol          | masia        | Estil: arquitectura popular 18th century | 42° 01′ 06″ N, 2° 23′ 20″ E / 42.018264°N,2.38902°E ca:L'Esquirol                                                       | bé integrant del patrimoni cultural català |                                     | Modifica les dades a Wikidata |
|        | el Llac                      | l'Esquirol          | masia        | Estil: arquitectura popular 17th century | 42° 01′ 21″ N, 2° 18′ 33″ E / 42.022452°N,2.309051°E ca:Sant Martí Sescorts                                             | bé integrant del patrimoni cultural català |                                     | Modifica les dades a Wikidata |
|        | el Llancís                   | l'Esquirol          | masia        | Estil: arquitectura popular              | 42° 03′ 21″ N, 2° 21′ 02″ E / 42.055913°N,2.350597°E                                                                    | bé integrant del patrimoni cultural català |                                     | Modifica les dades a Wikidata |
|        | el Perai                     | l'Esquirol          | masia        | Estil: arquitectura popular 18th century | 42° 02′ 12″ N, 2° 22′ 18″ E / 42.03659°N,2.371529°E ca:Sortida d'Esquirol cap a Tavertet 692 msnm                       | bé integrant del patrimoni cultural català | El Perai (l'Esquirol)               | Modifica les dades a Wikidata |
|        | el Planàs                    | l'Esquirol          | masia        |                                          | 42° 01′ 14″ N, 2° 19′ 48″ E / 42.0205323889502°N,2.33003742902839°E                                                     |                                            |                                     | Modifica les dades a Wikidata |
|        | el Pous                      | l'Esquirol          | masia        |                                          | 42° 04′ 16″ N, 2° 23′ 01″ E / 42.0712418029033°N,2.38353839800178°E                                                     |                                            |                                     | Modifica les dades a Wikidata |
|        | el Prat de Sant Julià        | l'Esquirol          | masia        | Estil: arquitectura popular 18th century | 42° 04′ 17″ N, 2° 23′ 48″ E / 42.07145°N,2.3967°E ca:Torrent de Sesgorgues                                              | bé integrant del patrimoni cultural català |                                     | Modifica les dades a Wikidata |
|        | el Puig                      | l'Esquirol          | masia        |                                          | 42° 03′ 50″ N, 2° 23′ 48″ E / 42.0639713721312°N,2.39668661854765°E                                                     |                                            |                                     | Modifica les dades a Wikidata |
|        | el Puig d'en Coromines       | l'Esquirol          | masia        |                                          | 42° 02′ 52″ N, 2° 20′ 04″ E / 42.0476773584965°N,2.33454949215911°E                                                     |                                            |                                     | Modifica les dades a Wikidata |
|        | el Roure                     | l'Esquirol          | masia        |                                          | 42° 00′ 11″ N, 2° 20′ 09″ E / 42.003084163782°N,2.33581133779045°E                                                      |                                            |                                     | Modifica les dades a Wikidata |
|        | el Serrat de Joventeny       | l'Esquirol          | masia        |                                          | 42° 02′ 29″ N, 2° 19′ 19″ E / 42.041325724567°N,2.32189294308121°E                                                      |                                            |                                     | Modifica les dades a Wikidata |
|        | el Simon                     | l'Esquirol          | masia        |                                          | 42° 01′ 12″ N, 2° 20′ 56″ E / 42.0200829207334°N,2.3489690606292°E                                                      |                                            |                                     | Modifica les dades a Wikidata |
|        | el Simó Gros                 | l'Esquirol          | masia        | Estil: arquitectura popular              | 42° 02′ 13″ N, 2° 21′ 00″ E / 42.036845°N,2.350126°E                                                                    | bé integrant del patrimoni cultural català |                                     | Modifica les dades a Wikidata |
|        | el Sitjar                    | l'Esquirol          | masia        |                                          | 42° 03′ 10″ N, 2° 24′ 20″ E / 42.052700036732°N,2.4055207296004°E                                                       |                                            |                                     | Modifica les dades a Wikidata |
|        | el Torrat                    | l'Esquirol          | masia        | Estil: arquitectura popular 18th century | 42° 00′ 30″ N, 2° 19′ 21″ E / 42.008443°N,2.322459°E ca:Sant Martí Sescorts                                             | bé integrant del patrimoni cultural català |                                     | Modifica les dades a Wikidata |
|        | els Casalets de la Parra     | l'Esquirol          | masia        |                                          | 42° 03′ 49″ N, 2° 22′ 40″ E / 42.0634829890353°N,2.37775142451826°E                                                     |                                            |                                     | Modifica les dades a Wikidata |
|        | l'Aguilassa                  | l'Esquirol          | masia        | Estil: arquitectura popular              | 42° 02′ 58″ N, 2° 21′ 48″ E / 42.049452°N,2.363324°E                                                                    | bé integrant del patrimoni cultural català |                                     | Modifica les dades a Wikidata |
|        | l'Arimany                    | l'Esquirol          | masia        | Estil: arquitectura popular 17th century | 42° 02′ 59″ N, 2° 23′ 11″ E / 42.049861°N,2.386397°E ca:L'Esquirol                                                      | bé integrant del patrimoni cultural català |                                     | Modifica les dades a Wikidata |
|        | l'Armentera                  | l'Esquirol          | masia        | Estil: arquitectura popular 18th century | 42° 01′ 30″ N, 2° 23′ 08″ E / 42.024931°N,2.385652°E ca:L'Esquirol                                                      | bé integrant del patrimoni cultural català |                                     | Modifica les dades a Wikidata |
|        | l'Escanera                   | l'Esquirol          | masia        | Estil: arquitectura popular              | 42° 00′ 37″ N, 2° 19′ 39″ E / 42.010166°N,2.327446°E                                                                    | bé integrant del patrimoni cultural català |                                     | Modifica les dades a Wikidata |
|        | l'Horta                      | l'Esquirol          | masia        |                                          | 42° 01′ 04″ N, 2° 19′ 31″ E / 42.0178110074076°N,2.32518648049256°E                                                     |                                            |                                     | Modifica les dades a Wikidata |
|        | l'Oliva                      | l'Esquirol          | masia        | Estil: arquitectura popular 18th century | 42° 03′ 04″ N, 2° 22′ 19″ E / 42.051111111111°N,2.3719444444444°E ca:L'Esquirol                                         | bé integrant del patrimoni cultural català |                                     | Modifica les dades a Wikidata |
|        | la Bertrana                  | l'Esquirol          | masia        | Estil: arquitectura popular 18th century | 42° 01′ 39″ N, 2° 21′ 28″ E / 42.02751°N,2.357663°E ca:L'Esquirol                                                       | bé integrant del patrimoni cultural català |                                     | Modifica les dades a Wikidata |
|        | la Cabana                    | l'Esquirol          | masia        |                                          | 42° 01′ 46″ N, 2° 22′ 54″ E / 42.0295679840386°N,2.3817546986895°E                                                      |                                            |                                     | Modifica les dades a Wikidata |
|        | la Cabreta                   | l'Esquirol          | masia        | Estil: arquitectura popular 17th century | 42° 02′ 59″ N, 2° 24′ 54″ E / 42.049759°N,2.41499°E ca:Sant Julià de Cabrera                                            | bé integrant del patrimoni cultural català | La Cabreta (l'Esquirol)             | Modifica les dades a Wikidata |
|        | la Cambreria                 | l'Esquirol          | masia        | Estil: arquitectura popular              | 42° 01′ 46″ N, 2° 22′ 53″ E / 42.029351°N,2.381359°E                                                                    | bé integrant del patrimoni cultural català |                                     | Modifica les dades a Wikidata |
|        | la Casa Nova de Carerac      | l'Esquirol          | masia        |                                          | 42° 03′ 07″ N, 2° 19′ 06″ E / 42.0519861055585°N,2.31828714767178°E                                                     |                                            |                                     | Modifica les dades a Wikidata |
|        | la Casa Nova de Casamitjana  | l'Esquirol          | masia        |                                          | 41° 59′ 58″ N, 2° 18′ 55″ E / 41.9995056780078°N,2.31539427810331°E                                                     |                                            |                                     | Modifica les dades a Wikidata |
|        | la Casa Nova de Joventeny    | l'Esquirol          | masia        |                                          | 42° 02′ 21″ N, 2° 19′ 16″ E / 42.0391235537336°N,2.32111894263504°E                                                     |                                            |                                     | Modifica les dades a Wikidata |
|        | la Casa Nova de la Sala      | l'Esquirol          | masia        |                                          | 42° 01′ 59″ N, 2° 18′ 46″ E / 42.0329497449882°N,2.31282468640652°E                                                     |                                            |                                     | Modifica les dades a Wikidata |
|        | la Casa Nova del Jonquer     | l'Esquirol          | masia        |                                          | 42° 00′ 58″ N, 2° 23′ 19″ E / 42.0160942726341°N,2.38850379342328°E                                                     |                                            |                                     | Modifica les dades a Wikidata |
|        | la Casa Nova del Julià       | l'Esquirol          | masia        |                                          | 42° 01′ 51″ N, 2° 21′ 41″ E / 42.0309610263714°N,2.36147011007261°E                                                     |                                            |                                     | Modifica les dades a Wikidata |
|        | la Casa Roja                 | l'Esquirol          | masia        |                                          | 42° 01′ 59″ N, 2° 20′ 01″ E / 42.0330178054805°N,2.33353058743534°E                                                     |                                            |                                     | Modifica les dades a Wikidata |
|        | la Cavorca                   | l'Esquirol          | masia        |                                          | 42° 03′ 40″ N, 2° 20′ 47″ E / 42.0611296889501°N,2.34649526124225°E                                                     |                                            |                                     | Modifica les dades a Wikidata |
|        | la Coma de Codinac           | l'Esquirol          | masia        | Estil: arquitectura popular              | 42° 02′ 23″ N, 2° 18′ 08″ E / 42.039744°N,2.302276°E                                                                    | bé integrant del patrimoni cultural català |                                     | Modifica les dades a Wikidata |
|        | la Coma de Prous             | l'Esquirol          | masia        |                                          | 42° 01′ 51″ N, 2° 17′ 51″ E / 42.0307499216964°N,2.29757869373219°E                                                     |                                            |                                     | Modifica les dades a Wikidata |
|        | la Creu                      | l'Esquirol          | masia        | Estil: arquitectura popular 18th century | 42° 03′ 01″ N, 2° 24′ 59″ E / 42.050374°N,2.416375°E ca:Sant Julià de Cabrera                                           | bé integrant del patrimoni cultural català |                                     | Modifica les dades a Wikidata |
|        | la Dogueria                  | l'Esquirol          | masia        | Estil: arquitectura popular 18th century | 42° 01′ 44″ N, 2° 23′ 10″ E / 42.028946°N,2.386055°E ca:L'Esquirol                                                      | bé integrant del patrimoni cultural català |                                     | Modifica les dades a Wikidata |
|        | la Garolera                  | l'Esquirol          | masia        | Estil: arquitectura popular 18th century | 42° 03′ 06″ N, 2° 21′ 38″ E / 42.05169°N,2.360422°E ca:L'Esquirol                                                       | bé integrant del patrimoni cultural català |                                     | Modifica les dades a Wikidata |
|        | la Granotera                 | l'Esquirol          | masia        |                                          | 41° 59′ 48″ N, 2° 19′ 16″ E / 41.9966119194089°N,2.3210155529912°E                                                      |                                            |                                     | Modifica les dades a Wikidata |
|        | la Guàrdia                   | l'Esquirol          | masia        | Estil: arquitectura popular 17th century | 42° 02′ 25″ N, 2° 21′ 54″ E / 42.040299°N,2.365082°E ca:L'Esquirol                                                      | bé integrant del patrimoni cultural català |                                     | Modifica les dades a Wikidata |
|        | la Masallera                 | l'Esquirol          | masia        | Estil: arquitectura popular              | 42° 04′ 03″ N, 2° 23′ 49″ E / 42.067484°N,2.39698°E ca:Sant Julià de Cabrera                                            | bé integrant del patrimoni cultural català |                                     | Modifica les dades a Wikidata |
|        | la Matavera                  | l'Esquirol          | masia        | Estil: arquitectura popular 17th century | 42° 02′ 27″ N, 2° 23′ 07″ E / 42.040757°N,2.385403°E ca:l'Esquirol                                                      | bé integrant del patrimoni cultural català |                                     | Modifica les dades a Wikidata |
|        | la Parra                     | l'Esquirol          | masia        | Estil: arquitectura popular 18th century | 42° 02′ 53″ N, 2° 22′ 12″ E / 42.048165°N,2.370088°E ca:L'Esquirol                                                      | bé integrant del patrimoni cultural català |                                     | Modifica les dades a Wikidata |
|        | la Rotllada                  | l'Esquirol          | masia        | Estil: arquitectura popular 18th century | 42° 02′ 56″ N, 2° 24′ 50″ E / 42.048752°N,2.413854°E ca:Sant Julià de Cabrera                                           | bé integrant del patrimoni cultural català |                                     | Modifica les dades a Wikidata |
|        | la Roureda                   | l'Esquirol          | masia        |                                          | 42° 01′ 26″ N, 2° 22′ 56″ E / 42.0239326363645°N,2.38226830709186°E                                                     |                                            |                                     | Modifica les dades a Wikidata |
|        | la Sala                      | l'Esquirol          | masia        | Estil: arquitectura popular 18th century | 42° 01′ 47″ N, 2° 19′ 01″ E / 42.029855°N,2.316895°E ca:Sant Martí Sescorts                                             | bé integrant del patrimoni cultural català |                                     | Modifica les dades a Wikidata |
|        | la Serra de Corcó            | l'Esquirol          | masia        | Estil: arquitectura popular 18th century | 42° 02′ 39″ N, 2° 23′ 33″ E / 42.044169°N,2.392523°E ca:L'Esquirol                                                      | bé integrant del patrimoni cultural català |                                     | Modifica les dades a Wikidata |
|        | la Teuleria del Cuní         | l'Esquirol          | masia        |                                          | 42° 00′ 07″ N, 2° 19′ 16″ E / 42.0019990994386°N,2.32122393015041°E                                                     |                                            |                                     | Modifica les dades a Wikidata |
|        | la Tuta                      | l'Esquirol          | masia        | 17th century                             | 42° 03′ 45″ N, 2° 24′ 22″ E / 42.0624541099559°N,2.40624930350137°E ca:Sant Julià de Cabrera                            |                                            |                                     | Modifica les dades a Wikidata |
|        | la Vall                      | l'Esquirol          | masia        | Estil: arquitectura popular 18th century | 42° 02′ 13″ N, 2° 21′ 00″ E / 42.036845°N,2.350126°E ca:L'Esquirol                                                      | bé integrant del patrimoni cultural català |                                     | Modifica les dades a Wikidata |
|        | la Vila                      | l'Esquirol          | masia        |                                          | 42° 01′ 42″ N, 2° 18′ 48″ E / 42.0282429474341°N,2.31343106057825°E                                                     |                                            |                                     | Modifica les dades a Wikidata |
|        | la Vileta                    | l'Esquirol          | masia        |                                          | 42° 01′ 40″ N, 2° 18′ 19″ E / 42.0278343790826°N,2.30540232470693°E                                                     |                                            |                                     | Modifica les dades a Wikidata |
|        | les Antentas                 | l'Esquirol          | masia        | Estil: arquitectura popular              | 42° 01′ 45″ N, 2° 22′ 51″ E / 42.029028°N,2.380757°E                                                                    | bé integrant del patrimoni cultural català | Les Antentes                        | Modifica les dades a Wikidata |
|        | les Caselles                 | l'Esquirol          | masia        | Estil: arquitectura popular 16th century | 42° 03′ 07″ N, 2° 24′ 46″ E / 42.051972°N,2.412851°E ca:Ctra. C-153 Vic-Olot, km 23,5 950 msnm                          | bé integrant del patrimoni cultural català | Caselles (l'Esquirol)               | Modifica les dades a Wikidata |
|        | les Comes                    | l'Esquirol          | masia        |                                          | 42° 02′ 47″ N, 2° 22′ 44″ E / 42.046255071822°N,2.3789975757707°E                                                       |                                            |                                     | Modifica les dades a Wikidata |
|        | les Corts                    | l'Esquirol          | masia        | 18th century                             | 42° 01′ 42″ N, 2° 19′ 56″ E / 42.028227962598°N,2.33226390481364°E ca:Sant Martí Sescorts                               |                                            |                                     | Modifica les dades a Wikidata |
|        | les Palanques                | l'Esquirol          | masia        | Estil: arquitectura popular 17th century | 42° 01′ 27″ N, 2° 20′ 51″ E / 42.024129°N,2.347478°E ca:L'Esquirol                                                      | bé integrant del patrimoni cultural català |                                     | Modifica les dades a Wikidata |
|        | les Perxes                   | l'Esquirol          | masia        | Estil: arquitectura popular 18th century | 42° 03′ 11″ N, 2° 23′ 39″ E / 42.053081°N,2.394034°E ca:Cantonigròs                                                     | bé integrant del patrimoni cultural català |                                     | Modifica les dades a Wikidata |
|        | les Planes                   | l'Esquirol          | masia        | Estil: arquitectura popular              | 42° 02′ 37″ N, 2° 24′ 40″ E / 42.043697°N,2.411063°E ca:Cantonigrós 953 msnm                                            | bé integrant del patrimoni cultural català | Les Planes (l'Esquirol)             | Modifica les dades a Wikidata |

## molí d'aigua
| imatge | Nom                      | Ubicat a    | instància de | Detalls                                  | coordenades                                                                                  | Protecció                                  | Commons (més fotos)              | Dades a WD                    |
| ------ | ------------------------ | ----------- | ------------ | ---------------------------------------- | -------------------------------------------------------------------------------------------- | ------------------------------------------ | -------------------------------- | ----------------------------- |
|        | Molí Arquerons           | l'Esquirol  | molí d'aigua | Estil: arquitectura popular              | 42° 01′ 56″ N, 2° 22′ 26″ E / 42.032351°N,2.374005°E                                         | bé integrant del patrimoni cultural català |                                  | Modifica les dades a Wikidata |
|        | Molí Vell de la Bertrana | l'Esquirol  | molí d'aigua | Estil: arquitectura popular 18th century | 42° 01′ 12″ N, 2° 22′ 05″ E / 42.02011°N,2.36808°E ca:L'Esquirol                             |                                            |                                  | Modifica les dades a Wikidata |
|        | Molí de l'Alzina         | Cantonigròs | molí d'aigua | Estil: arquitectura popular 16th century | 42° 02′ 51″ N, 2° 24′ 30″ E / 42.04752°N,2.408376°E ca:Cantonigrós 904 msnm                  | bé integrant del patrimoni cultural català | Molí de l'Alzina                 | Modifica les dades a Wikidata |
|        | Molí de l'Eixerit        | l'Esquirol  | molí d'aigua | 18th century                             | 42° 01′ 09″ N, 2° 22′ 00″ E / 42.0192273362058°N,2.36668454845994°E ca:L'Esquirol            |                                            |                                  | Modifica les dades a Wikidata |
|        | Molí de la Bertrana      | l'Esquirol  | molí d'aigua | 18th century                             | 42° 01′ 13″ N, 2° 22′ 05″ E / 42.02035°N,2.36818°E ca:L'Esquirol                             |                                            |                                  | Modifica les dades a Wikidata |
|        | Molí de la Foradada      | Cantonigròs | molí d'aigua | Estil: arquitectura popular 18th century | 42° 02′ 27″ N, 2° 23′ 41″ E / 42.040716°N,2.394665°E ca:A ponent de Cantonigrós 780 msnm     | bé integrant del patrimoni cultural català | Molí de la Foradada (l'Esquirol) | Modifica les dades a Wikidata |
|        | Molí de la Masallera     | l'Esquirol  | molí d'aigua | Estil: arquitectura popular 18th century | 42° 03′ 44″ N, 2° 23′ 51″ E / 42.062155°N,2.397468°E ca:La Masallera (Sant Julià de Cabrera) | bé integrant del patrimoni cultural català |                                  | Modifica les dades a Wikidata |
|        | Molí del Campàs          | l'Esquirol  | molí d'aigua | Estil: arquitectura popular 19th century | 42° 02′ 09″ N, 2° 22′ 32″ E / 42.035796°N,2.375692°E ca:l'Esquirol                           | bé integrant del patrimoni cultural català |                                  | Modifica les dades a Wikidata |
|        | Molí del Còdol           | l'Esquirol  | molí d'aigua |                                          | 42° 00′ 50″ N, 2° 20′ 34″ E / 42.0138961352367°N,2.34277613448724°E                          |                                            |                                  | Modifica les dades a Wikidata |
|        | Molí del Vilar           | l'Esquirol  | molí d'aigua |                                          | 42° 01′ 01″ N, 2° 21′ 47″ E / 42.0170274136789°N,2.36301054934694°E                          |                                            |                                  | Modifica les dades a Wikidata |

## muntanya
| imatge | Nom                  | Ubicat a                        | instància de | Detalls | coordenades                                                                                   | Protecció | Commons (més fotos)  | Dades a WD                    |
| ------ | -------------------- | ------------------------------- | ------------ | ------- | --------------------------------------------------------------------------------------------- | --------- | -------------------- | ----------------------------- |
|        | Agullola de la Tuta  | l'Esquirol                      | muntanya     |         | 42° 03′ 44″ N, 2° 24′ 35″ E / 42.06213889°N,2.40963333°E ca:Sant Julià de Cabrera 1141.6 msnm |           |                      | Modifica les dades a Wikidata |
|        | Cabrera              | l'Esquirol la Vall d'en Bas     | muntanya     |         | 42° 04′ 34″ N, 2° 24′ 26″ E / 42.0759961774°N,2.40727154853°E 1308 msnm                       |           | Cabrera (l'Esquirol) | Modifica les dades a Wikidata |
|        | Codolera del Sitjar  | l'Esquirol                      | muntanya     |         | 42° 03′ 20″ N, 2° 24′ 17″ E / 42.05552778°N,2.40463056°E 967.7 msnm                           |           |                      | Modifica les dades a Wikidata |
|        | Morral de Caselles   | l'Esquirol                      | muntanya     |         | 42° 03′ 16″ N, 2° 24′ 42″ E / 42.05430556°N,2.41160556°E 1115.8 msnm                          |           |                      | Modifica les dades a Wikidata |
|        | Puig Sec             | l'Esquirol                      | muntanya     |         | 42° 03′ 50″ N, 2° 23′ 09″ E / 42.06386111°N,2.38579389°E 1010.3 msnm                          |           |                      | Modifica les dades a Wikidata |
|        | Puig d'Eugassa       | Sant Pere de Torelló l'Esquirol | muntanya     |         | 42° 05′ 08″ N, 2° 23′ 20″ E / 42.085675°N,2.38888056°E 1014.6 msnm                            |           |                      | Modifica les dades a Wikidata |
|        | Puig de Barrès       | l'Esquirol                      | muntanya     |         | 42° 01′ 59″ N, 2° 21′ 37″ E / 42.03313889°N,2.36039444°E 700.6 msnm                           |           |                      | Modifica les dades a Wikidata |
|        | Puig de Caselles     | l'Esquirol                      | muntanya     |         | 42° 02′ 57″ N, 2° 24′ 34″ E / 42.04913889°N,2.4094°E 970.8 msnm                               |           |                      | Modifica les dades a Wikidata |
|        | Puig de Fajol        | l'Esquirol                      | muntanya     |         | 42° 02′ 32″ N, 2° 22′ 28″ E / 42.04236111°N,2.37436944°E 730.3 msnm                           |           |                      | Modifica les dades a Wikidata |
|        | Puigborriana         | l'Esquirol                      | muntanya     |         | 42° 03′ 12″ N, 2° 21′ 15″ E / 42.05325°N,2.35418333°E 814.9 msnm                              |           |                      | Modifica les dades a Wikidata |
|        | Puigdeniu            | l'Esquirol                      | muntanya     |         | 42° 01′ 12″ N, 2° 21′ 54″ E / 42.02005556°N,2.36502778°E 673.3 msnm                           |           |                      | Modifica les dades a Wikidata |
|        | Puigsaguàrdia        | l'Esquirol                      | muntanya     |         | 42° 02′ 43″ N, 2° 21′ 52″ E / 42.04527778°N,2.36458333°E 821.3 msnm                           |           |                      | Modifica les dades a Wikidata |
|        | Puigsespedres        | l'Esquirol                      | muntanya     |         | 42° 02′ 04″ N, 2° 22′ 58″ E / 42.03432778°N,2.382725°E 765.6 msnm                             |           |                      | Modifica les dades a Wikidata |
|        | Roca Llisa           | l'Esquirol                      | muntanya     |         | 42° 00′ 30″ N, 2° 20′ 22″ E / 42.0082°N,2.33939°E 507.2 msnm                                  |           |                      | Modifica les dades a Wikidata |
|        | Serrat de la Cavorca | Sant Pere de Torelló l'Esquirol | muntanya     |         | 42° 03′ 52″ N, 2° 20′ 33″ E / 42.06447222°N,2.34253889°E 810.6 msnm                           |           |                      | Modifica les dades a Wikidata |
|        | el Pla del Prat      | la Vall d'en Bas l'Esquirol     | muntanya     |         | 42° 04′ 48″ N, 2° 24′ 12″ E / 42.08°N,2.40321389°E 1316 msnm                                  |           |                      | Modifica les dades a Wikidata |

## pont
| imatge | Nom                          | Ubicat a            | instància de | Detalls                                                   | coordenades                                                                                         | Protecció                                  | Commons (més fotos)                      | Dades a WD                    |
| ------ | ---------------------------- | ------------------- | ------------ | --------------------------------------------------------- | --------------------------------------------------------------------------------------------------- | ------------------------------------------ | ---------------------------------------- | ----------------------------- |
|        | Pont de Baumadestral         | l'Esquirol Tavertet | pont         | Estil: arquitectura popular 18th century Estat: bon estat | 42° 00′ 59″ N, 2° 23′ 50″ E / 42.016377°N,2.397094°E ca:Cantonigròs                                 | bé integrant del patrimoni cultural català |                                          | Modifica les dades a Wikidata |
|        | Pont de Filaborres           | l'Esquirol          | pont         |                                                           | 42° 03′ 01″ N, 2° 22′ 57″ E / 42.0503682259372°N,2.38251976897783°E                                 |                                            |                                          | Modifica les dades a Wikidata |
|        | Pont de Sant Martí           | l'Esquirol          | pont         | Estil: arquitectura popular Estat: bon estat              | 42° 00′ 45″ N, 2° 20′ 07″ E / 42.012565°N,2.33538°E ca:Sant Martí Sescorts 461 msnm                 | bé integrant del patrimoni cultural català | Pont de Sant Martí (Sant Martí Sescorts) | Modifica les dades a Wikidata |
|        | Pont de la Bertrana          | l'Esquirol          | pont         | 18th century Estat: bon estat                             | 42° 01′ 33″ N, 2° 21′ 35″ E / 42.02576°N,2.35979°E ca:La Bertrana (l'Esquirol) 613 msnm             |                                            |                                          | Modifica les dades a Wikidata |
|        | Pont de la Dogueria          | l'Esquirol          | pont         |                                                           | 42° 01′ 39″ N, 2° 23′ 03″ E / 42.0274101772051°N,2.38413117517706°E                                 |                                            |                                          | Modifica les dades a Wikidata |
|        | Pont de la Gorga             | l'Esquirol          | pont         | Estil: arquitectura popular 15th century                  | 42° 02′ 10″ N, 2° 22′ 21″ E / 42.03623°N,2.37239°E ca:C/ del Pont, s/n, 08511, l'Esquirol. 672 msnm | bé integrant del patrimoni cultural català | Pont de la Gorga (l'Esquirol)            | Modifica les dades a Wikidata |
|        | Pont de la Palanqueta        | l'Esquirol          | pont         |                                                           | 42° 01′ 57″ N, 2° 22′ 49″ E / 42.0326039648288°N,2.38022725562462°E                                 |                                            |                                          | Modifica les dades a Wikidata |
|        | Pont de la Parra             | l'Esquirol          | pont         |                                                           | 42° 02′ 17″ N, 2° 22′ 19″ E / 42.0379716980866°N,2.37191112495958°E                                 |                                            |                                          | Modifica les dades a Wikidata |
|        | Pont de la Rotllada          | l'Esquirol          | pont         |                                                           | 42° 02′ 52″ N, 2° 24′ 36″ E / 42.04782857792°N,2.40995021347703°E                                   |                                            |                                          | Modifica les dades a Wikidata |
|        | Pont de les Gorgues          | l'Esquirol          | pont         | Estil: arquitectura gòtica                                | 42° 02′ 08″ N, 2° 22′ 38″ E / 42.035684°N,2.377146°E                                                | bé integrant del patrimoni cultural català |                                          | Modifica les dades a Wikidata |
|        | Pont de les Paganes          | l'Esquirol          | pont         |                                                           | 42° 01′ 48″ N, 2° 20′ 57″ E / 42.0299289263138°N,2.34929141023558°E                                 |                                            |                                          | Modifica les dades a Wikidata |
|        | Pont de les Palanques        | l'Esquirol          | pont         | Estil: arquitectura popular 17th century Estat: malmès    | 42° 01′ 26″ N, 2° 20′ 51″ E / 42.023996°N,2.347558°E ca:Les Palanques (l'Esquirol) 551 msnm         | bé integrant del patrimoni cultural català |                                          | Modifica les dades a Wikidata |
|        | Pont de les Perxes           | l'Esquirol          | pont         |                                                           | 42° 03′ 05″ N, 2° 23′ 31″ E / 42.0512647989075°N,2.39187646179805°E                                 |                                            |                                          | Modifica les dades a Wikidata |
|        | Pont del Molí de la Bertrana | l'Esquirol          | pont         | Estat: bon estat                                          | 42° 01′ 16″ N, 2° 21′ 59″ E / 42.02122°N,2.36636°E ca:l'Esquirol 627 msnm                           |                                            |                                          | Modifica les dades a Wikidata |
|        | Pontet de la Comellassa      | l'Esquirol          | pont         | Estat: bon estat                                          | 42° 01′ 58″ N, 2° 23′ 16″ E / 42.03281°N,2.38779°E ca:L'Esquirol 800 msnm                           |                                            |                                          | Modifica les dades a Wikidata |
|        | Pontet de la Comellassa II   | l'Esquirol          | pont         | Estat: bon estat                                          | 42° 02′ 02″ N, 2° 23′ 18″ E / 42.03395°N,2.38831°E ca:L'Esquirol 758 msnm                           |                                            |                                          | Modifica les dades a Wikidata |

## portal
| imatge | Nom                                                       | Ubicat a   | instància de | Detalls                     | coordenades                                                                        | Protecció                                  | Commons (més fotos)                                       | Dades a WD                    |
| ------ | --------------------------------------------------------- | ---------- | ------------ | --------------------------- | ---------------------------------------------------------------------------------- | ------------------------------------------ | --------------------------------------------------------- | ----------------------------- |
|        | Portal de la rectoria de Vilanova                         | l'Esquirol | portal       | Estil: arquitectura popular |                                                                                    | bé integrant del patrimoni cultural català |                                                           | Modifica les dades a Wikidata |
|        | portal adovellat de l'habitatge al carrer Collsagorga, 97 | l'Esquirol | portal       |                             | 42° 02′ 11″ N, 2° 22′ 11″ E / 42.036513°N,2.369672°E ca:Carrer Major, 105 690 msnm | bé integrant del patrimoni cultural català | Portal adovellat de l'habitatge al carrer Collsagorga, 97 | Modifica les dades a Wikidata |

## rectoria
| imatge | Nom                               | Ubicat a   | instància de | Detalls                                  | coordenades                                                                              | Protecció                                  | Commons (més fotos)               | Dades a WD                    |
| ------ | --------------------------------- | ---------- | ------------ | ---------------------------------------- | ---------------------------------------------------------------------------------------- | ------------------------------------------ | --------------------------------- | ----------------------------- |
|        | Rectoria Vella                    | l'Esquirol | rectoria     | Estil: arquitectura popular              | 42° 01′ 35″ N, 2° 21′ 28″ E / 42.02625°N,2.357911°E                                      | bé integrant del patrimoni cultural català |                                   | Modifica les dades a Wikidata |
|        | Rectoria de Cabrera               | l'Esquirol | rectoria     | Estil: arquitectura popular 17th century | 42° 04′ 24″ N, 2° 24′ 28″ E / 42.073296°N,2.407666°E ca:Sant Julià de Cabrera            | bé integrant del patrimoni cultural català | Rectoria de Cabrera               | Modifica les dades a Wikidata |
|        | Rectoria de Sant Julià de Cabrera | l'Esquirol | rectoria     | Estil: arquitectura popular 17th century | 42° 04′ 18″ N, 2° 23′ 50″ E / 42.071702°N,2.397091°E ca:Ctra. C-153 entre km 22 esquerra | bé integrant del patrimoni cultural català | Rectoria de Sant Julià de Cabrera | Modifica les dades a Wikidata |

## serra
| imatge | Nom                | Ubicat a                        | instància de | Detalls | coordenades                                                        | Protecció | Commons (més fotos) | Dades a WD                    |
| ------ | ------------------ | ------------------------------- | ------------ | ------- | ------------------------------------------------------------------ | --------- | ------------------- | ----------------------------- |
|        | Graons del Rei     | l'Esquirol Sant Pere de Torelló | serra        |         | 42° 03′ 46″ N, 2° 20′ 03″ E / 42.0629°N,2.33428°E 810.6 msnm       |           |                     | Modifica les dades a Wikidata |
|        | carena del Viver   | l'Esquirol                      | serra        |         | 42° 01′ 08″ N, 2° 22′ 24″ E / 42.018975°N,2.37342222°E 775 msnm    |           |                     | Modifica les dades a Wikidata |
|        | serra de Cabrera   | la Vall d'en Bas l'Esquirol     | serra        |         | 42° 04′ 33″ N, 2° 24′ 24″ E / 42.07588889°N,2.40676389°E 1307 msnm |           | Serra de Cabrera    | Modifica les dades a Wikidata |
|        | serra del Feu      | l'Esquirol                      | serra        |         | 42° 03′ 32″ N, 2° 21′ 38″ E / 42.0589°N,2.36064444°E 874.5 msnm    |           |                     | Modifica les dades a Wikidata |
|        | serrat dels Tudons | l'Esquirol Sant Pere de Torelló | serra        |         | 42° 03′ 59″ N, 2° 22′ 01″ E / 42.0664°N,2.36687°E 958.2 msnm       |           |                     | Modifica les dades a Wikidata |

## Misc
| imatge | Nom                                                      | Ubicat a                    | instància de                    | Detalls                                                                           | coordenades                                                                                       | Protecció                                  | Commons (més fotos)     | Dades a WD                    |
| ------ | -------------------------------------------------------- | --------------------------- | ------------------------------- | --------------------------------------------------------------------------------- | ------------------------------------------------------------------------------------------------- | ------------------------------------------ | ----------------------- | ----------------------------- |
|        | Bores d'en Masallera                                     | l'Esquirol                  | cova                            |                                                                                   | 42° 04′ 03″ N, 2° 24′ 36″ E / 42.0676335470781°N,2.40987562996271°E ca:Sant Julià de Cabrera      |                                            |                         | Modifica les dades a Wikidata |
|        | Cabrera                                                  | l'Esquirol                  | vèrtex geodèsic                 | Alt: 1.2m                                                                         | 42° 04′ 32″ N, 2° 24′ 26″ E / 42.075636°N,2.407242°E 1306.507 msnm                                |                                            |                         | Modifica les dades a Wikidata |
|        | Finestra conopial del Mas la Griera                      | l'Esquirol                  | finestra                        |                                                                                   |                                                                                                   | bé integrant del patrimoni cultural català |                         | Modifica les dades a Wikidata |
|        | Llinda d'un portal de l'habitatge al carrer Sant Roc, 11 | Cantonigròs                 | llinda                          |                                                                                   | 42° 02′ 30″ N, 2° 24′ 28″ E / 42.041569°N,2.407761°E                                              | bé integrant del patrimoni cultural català |                         | Modifica les dades a Wikidata |
|        | Pedró de la Dolorosa                                     | l'Esquirol                  | oratori                         | 20th century                                                                      | 42° 01′ 16″ N, 2° 21′ 49″ E / 42.0210753640445°N,2.36373110221341°E ca:L'Esquirol                 |                                            |                         | Modifica les dades a Wikidata |
|        | Polígon industrial de l'Esquirol                         | l'Esquirol                  | polígon industrial              |                                                                                   | 42° 02′ 06″ N, 2° 21′ 40″ E / 42.0349402900661°N,2.36117657268324°E                               |                                            |                         | Modifica les dades a Wikidata |
|        | Sortiu a Peu                                             | l'Esquirol                  | obra escultòrica                | 2004                                                                              | 42° 02′ 05″ N, 2° 22′ 08″ E / 42.03465°N,2.36892°E ca:Plça. dels Esquirols s/n, 08511 l'Esquirol. |                                            |                         | Modifica les dades a Wikidata |
|        | Teuleria de la Cabreta                                   | l'Esquirol                  | teuleria                        | Estil: arquitectura popular                                                       | 42° 02′ 59″ N, 2° 24′ 54″ E / 42.049759°N,2.41499°E                                               | bé integrant del patrimoni cultural català |                         | Modifica les dades a Wikidata |
|        | cabana de pastor                                         | l'Esquirol                  | barraca de vinya                | Estil: arquitectura popular 18th century                                          | 42° 01′ 56″ N, 2° 22′ 48″ E / 42.032191°N,2.380112°E ca:L'Esquirol                                | bé integrant del patrimoni cultural català |                         | Modifica les dades a Wikidata |
|        | casa consistorial de L'Esquirol                          | l'Esquirol                  | casa consistorial               |                                                                                   | 42° 02′ 06″ N, 2° 22′ 08″ E / 42.0348633°N,2.3688328°E                                            |                                            |                         | Modifica les dades a Wikidata |
|        | cementiri de Cantonigròs                                 | Cantonigròs                 | cementiri                       |                                                                                   | 42° 02′ 23″ N, 2° 24′ 22″ E / 42.03977°N,2.406°E                                                  |                                            |                         | Modifica les dades a Wikidata |
|        | coll del Bram                                            | l'Esquirol la Vall d'en Bas | collada                         |                                                                                   | 42° 04′ 15″ N, 2° 24′ 32″ E / 42.07078°N,2.40884°E                                                |                                            |                         | Modifica les dades a Wikidata |
|        | creu de Cantonigròs                                      | l'Esquirol                  | creu de terme                   |                                                                                   | 42° 02′ 24″ N, 2° 24′ 23″ E / 42.04012372657285°N,2.4064895487503515°E                            |                                            |                         | Modifica les dades a Wikidata |
|        | dolmen de Puigsespedres                                  | l'Esquirol                  | dolmen                          |                                                                                   | 42° 02′ 00″ N, 2° 22′ 47″ E / 42.033358°N,2.379794°E 732 msnm                                     | bé integrant del patrimoni cultural català | Dolmen de Puigsespedres | Modifica les dades a Wikidata |
|        | la Foradada                                              | Cantonigròs                 | salt d'aigua                    |                                                                                   | 42° 02′ 27″ N, 2° 23′ 42″ E / 42.04097°N,2.39496°E                                                |                                            | La Foradada Waterfall   | Modifica les dades a Wikidata |
|        | les Masies de Santa Maria de Corcó                       | l'Esquirol                  | ens local històric de Catalunya |                                                                                   | 42° 01′ 39″ N, 2° 21′ 28″ E / 42.02751°N,2.357663°E                                               |                                            |                         | Modifica les dades a Wikidata |
|        | roure de Carboneres                                      | l'Esquirol                  | arbre singular                  | Taxon: roure martinenc (Quercus pubescens) Ample: 21.2m Alt: 18m Perímetre: 4.52m | 42° 01′ 59″ N, 2° 21′ 33″ E / 42.03294°N,2.35922°E ca:Carboneres 652 msnm                         | arbre monumental                           | Roure de Carboneres     | Modifica les dades a Wikidata |